# Iliouchine Il-78
 (avril 2012).
Si vous disposez d'ouvrages ou d'articles de référence ou si vous connaissez des sites web de qualité traitant du thème abordé ici, merci de compléter l'article en donnant les références utiles à sa vérifiabilité et en les liant à la section « Notes et références ».
L'Iliouchine 78 est un avion ravitailleur militaire quadriréacteur conçu en Union soviétique et mis en service à partir de 1984. Sa désignation OTAN est Midas.

## Versions
- IL-76MKI : version de la force aérienne indienne, 6 exemplaires en 2021[2]
- Il-78MP – version de la Pakistan Air Force[3]

## Opérateurs des versions militaires
Opérateurs des versions militaires :
- Algérie
- Chine
- Égypte
- Venezuela
- États-Unis (sociétés privées)[réf. nécessaire]
- Inde
- Libye
- Pakistan
- Russie (Aviation à long rayon d'action) : 19 Il-78/78M en service en 2019[5]
- Ukraine

### Développement lié
- Iliouchine Il-76

### Aéronefs comparables
- Vickers VC-10 tanker
- KC-135 Stratotanker
- KC-10 Extender